# Bird Averitt
William Rodney « Bird » Averitt est un joueur professionnel de basket-ball né le 22 juillet 1952 à Hopkinsville dans le Kentucky où il est mort le 12 décembre 2020.

## Biographie
Bird Averitt effectue sa carrière universitaire à Pepperdine, ou il affiche une moyenne de 31,4 points et 4,9 rebonds par match. En 1973, avec une moyenne de 33.9 points par match, il devient le meilleur marqueur de la saison en division I du Championnat NCAA de basket-ball. Il a aussi été meilleur marqueur de la West Coast Conference (WCC) en 1972 et 1973 et détient le record de la WCC du nombre de points inscrits dans un match avec 57 points contre le Nevada. Il détient toujours les records WCC de points marqué en carrière (31,4) et sur une saison (33,9). En 1973, il est élu joueur de l'année de la West Coast Conference et est sélectionné dans l'équipe All-America.
Après sa carrière universitaire, Bird Averitt est sélectionné au quatrième tour de la Draft 1974 de la NBA par les Trailblazers de Portland et au second tour de la draft ABA par les Conquistadors de San Diego.
Il rejoint les Spurs de San Antonio puis les Colonels du Kentucky en ligue ABA, disputant 236 rencontres. Il est sacré champion ABA en 1975 avec les cette dernière franchise.
À la suite de la fusion des ligues ABA et NBA et de la disparition des Colonels, il rejoint les Braves de Buffalo et les Nets du New Jersey, pour un total de 130 rencontres.
Il prend sa retraite en 1978.

## Palmarès de joueur
- Champion ABA en 1975 avec les Colonels du Kentucky.